# Per Daniel Amadeus Atterbom

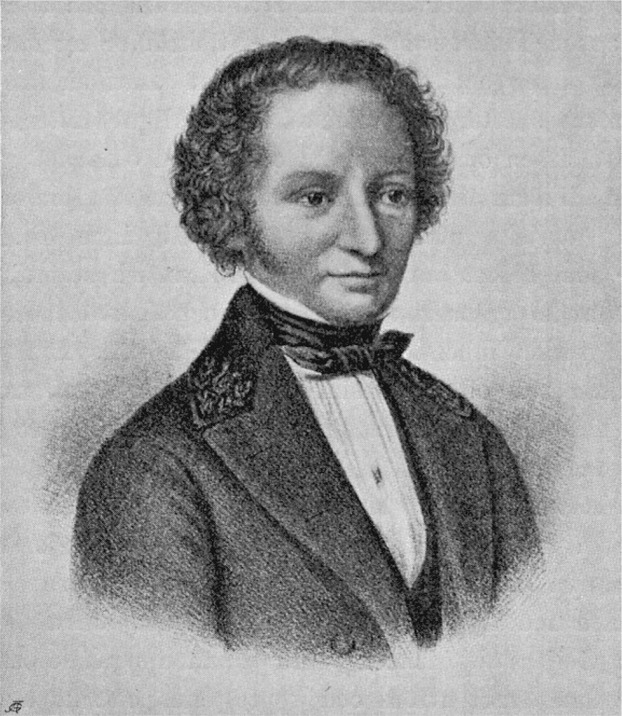
Per Daniel Amadeus Atterbom

Per Daniel Amadeus Atterbom (Aussprache [ˌpæːɹ ˌdɑːniəl amaˌdeːɵs ˈatːəɹbʊm], * 19. Januar 1790 im Kirchspiel Åsbo; † 21. Juli 1855 in Stockholm) war schwedischer Dichter und Literaturhistoriker.

## Leben
Atterbom war der Sohn des Ministers Gabriel Atterbom und dessen Frau Hedvig Kristina (geborene Kernell). Seine Mutter brachte ihm viele schwedische Volkslieder bei, die er lieben lernte. Bereits als Kind begann er mit dem Schreiben. Im Alter von acht Jahren hatte er einen kleinen Roman mit dem Titel Alphonsus och Marina, historia gjord af mig verfasst. Er war ein wissbegieriges Kind, las viele Bücher und erlernte im Alter von zehn Jahren autodidaktisch Deutsch. 1799 wurde er nach Linköping zu seinem Onkel P. Kernell geschickt, um das dortige Gymnasium zu besuchen. Er hatte Zugang zu einer mit internationalen Schriften bestückten Bibliothek und liebte besonders die Werke deutscher Schriftsteller.
1805 bezog Atterbom die Universität Uppsala und schloss sich im Herbst des Jahres dem Verein schwedisch Vitterhetens vänner an, der bald wieder aufgelöst wurde. Er dehnte sein Studium auf moderne deutsche Poesie und Philosophie aus und beschäftigte sich mit den Werken von Goethe, Schiller, Tieck, Novalis und anderen. Gemeinsam mit einigen Freunden gründete er 1807 zunächst die „Musis amici“ und 1808 den „Aurorabund“, eine poetisch-kritische Gesellschaft, deren Hauptzweck es war, die vaterländische Literatur aus den Banden des französischen Klassizismus und der akademischen Steifheit zu befreien und ihr einen nationalen Aufschwung zu geben. Ihr Organ war die Zeitschrift Phosphorus (1810–1815), von der die Anhänger der neuen literarischen Richtung den Namen „Phosphoristen“ empfingen. Atterboms Genien und prosaische Aufsätze wirkten für die Zwecke des Blattes kräftig mit, trugen aber auch dazu bei, dass sich die Erbitterung der Akademiker hauptsächlich gegen ihn richtete. Von 1812 bis 1822 gab Atterbom den Poetisk kalender heraus.
Er bereiste von 1817 bis 1819 Deutschland, Italien und Österreich. Atterbom hielt sich in den Jahren 1818 und 1819 in Wien auf, wo er das Volkstheater der Leopoldstadt kennenlernte, von dem er sagte, es sei „diejenige Stelle, wo der Wiener Volksgeist sich in seinem reichsten und liebenswürdigsten Glänze zeigt“. Hier lernte er unter anderem den Dichter Ignaz Franz Castelli und den Schriftsteller Franz Grillparzer kenen, dem er „wahres Talent“ bescheinigte. Während dieser Zeit war Atterbom Mitglied der Ludlamshöhle und führte den Namen „Thiodolf“ oder „Dalekarlier“.
Er wurde nach seiner Rückkehr Lehrer des Kronprinzen Oskar in der deutschen Sprache und Literatur, darauf 1821 Dozent der Geschichte an der Universität Uppsala und erhielt 1828 die Professur der Philosophie daselbst, die er 1835 mit der der Ästhetik vertauschte. 1837 und 146/47 amtierte er als Rektor der Universität.
Durch seine 1839 erfolgte Aufnahme in die Schwedische Akademie war der alte Streit zwischen den Phosphoristen und der Akademie vollends beigelegt.
Zu seinem 100. Todestag wurden 1955 von der schwedischen Post 20-öre- und eine 140-öre-Briefmarke mit seinem Konterfei herausgegeben.

## Familie
Die Familie Atterbom entstammte einer bäuerlichen Familie aus dem Kirchspiel Ledberg in Östergötland. Einer ihrer Vorfahren war der Bauer Lars Hemmingsson. Er war der Vater des Bauern Hemming Larsson (1626–1713) aus in Attorp in der Gemeinde Rappestad. Jonas (1663–1720), ein Sohn des Bauern, nahm nach seinem Geburtsort Attorp nun Atterbom als Familiennamen an. Dessen Enkel war Gabriel Atterbom (1730–1807), der Vater des Dichters und Literaturhistorikers.
Atterbom war seit dem 20. Juni 1826 mit Ebba Fredrika (geborene af Ekenstam, * 28. September 1801; † 9. Juni 1854) verheiratet, einer Tochter von Oberst Nils Adolf af Ekenstam (* 26. Mai 1747; † 7. Mai 1813). Das Paar hatte mindestens einen Sohn:
- Ernst Gabriel Amadeus Atterbom (* 7. November 1835; † 1. April 1924), Ingenieur und Major ⚭ Augusta Viktoria (geborene Tigerschiöld, * 3. November 1839; † 1. November  1899)
  - Ernst Gustaf Amadeus Atterbom (* 6. Juni 1864; † 21. Februar 1885)
  - Ebba Gustava Augusta Atterbom (* 19. Januar 1868; † 23. August 1961)[6]
  - John Bernhard Atterbom (* 2. September 1870; † 7. Juli 1930)
  - Aksel Viktor Amadeus Atterbom (* 22. März 1872; † 12. Dezember 1940)

## Werke
Atterbom war ein bedeutendes, vorzugsweise lyrisches Dichtertalent, das nur durch den Einfluss der Schellingschen Philosophie und eine gewisse Hyperromantik stark beeinträchtigt wurde, wie sich namentlich in dem seiner Zeit vielbewunderten Romanzenzyklus Die Blumen (Blommorna) zeigt. Wo er ungekünstelt und naturwahr auftritt, wie in vielen seiner kleineren Gedichte, z. B. in dem an seine Mutter gerichteten lyrischen Idyll Meine Wünsche (Mina önskningar) und dem Zyklus Minnesänger in Schweden (Minnesangarne i Sverige), erscheint sein Talent von hoher Liebenswürdigkeit.
Seine Hauptwerke sind die dramatisierten Märchen:
- Die Insel der Glückseligkeit. Neus, Leipzig 1831–1833 (Originaltitel Lycksalighetens Ö. 2 Bände, Uppsala 1824–1827).
- Vogel Blau (Originaltitel Fogel Bla, von dem nur Fragmente vorliegen).

Vom dramatischen Standpunkt aus betrachtet, sind sie wenig befriedigend, enthalten aber zahlreiche lyrische Ergüsse von größter poetischer Schönheit. Großes Verdienst erwarb sich Atterbom durch seine literarisch-historischen Schilderungen:
- Schwedens Sehern und Dichtern. (Originaltitel Sveriges siare och skalder. Uppsala 1841–1849, 5 Bände).
- Poesiens historia. Örebro 1861–1862, 4 Bände.
- Samlade dikter. 6 Bände.
- Samlade skrifter i obunden stil. Örebro 1854–1870, 7 Bände.
- Aufzeichnungen des schwedischen Dichters P. D. A. Atterbom über berühmte deutsche Männer und Frauen nebst Reiseerinnerungen aus Deutschland und Italien aus den Jahren 1817–1819. Aus dem Schwedischen übersetzt von Franz Maurer. Heymann, Berlin 1867 (books.google.de).